# Croatia Open Umag 2007
Il Croatia Open Umag 2007 è stato un torneo di tennis giocato sulla terra rossa.
È stata la 18ª edizione del Croatia Open Umag, che fa parte della categoria International Series nell'ambito dell'ATP Tour 2007. Si è giocato all'International Tennis Center di Umago, Croazia, dal 23 al 30 luglio 2007.

## Campioni

### Singolare
Carlos Moyá ha battuto in finale  Andrei Pavel con il punteggio di 6–4, 6–2

### Doppio
Lukáš Dlouhý /  Michal Mertiňák hanno battuto in finale  Jaroslav Levinský /  David Škoch con il punteggio di 6–1, 6–1